# Nelson (Nevada)
Pour les articles homonymes, voir Nelson.
Nelson est une census-designated place située dans le Comté de Clark, dans l'État du Nevada aux États-Unis, dans la zone métropolitaine de Las Vegas. La localité  comptait 37 habitants en 2010.

## Géographie
Nelson est située le long de la Nevada State Route 165, à 12,8 kilomètres au sud-est de l'intersection avec US Route 95. La route 165 continue vers l'est sur 8 kilomètres après Nelson pour terminer en impasse au débarcadère de Nelson (Nelson's Landing) sur le fleuve Colorado, à 28,9 kilomètres au nord de Cottonwood Cove sur le lac Mojave en y accédant par l'eau.
Enfin Nelson se trouve à 40,2 kilomètres de Boulder City par la route.

## Histoire
Nelson, en 1775, n'était pas connue sous ce nom mais a été appelé Eldorado par les Espagnols qui découvrirent de l'or dans cette région, qui est toujours appelé Eldorado Canyon. 
Un siècle plus tard, les prospecteurs et mineurs ont pris le contrôle de la zone et ont établi la mine de Techatticup. Par la suite, des désaccords sur la propriété, la gestion et le travail ont causé des massacres gratuits si fréquents, qu'ils en sont devenus systématiques et ordinaires. Malgré la sinistre réputation de la mine, celle-ci ainsi que d'autres aux alentours produisent plusieurs millions de dollars en or, argent, cuivre et plomb.
Les mines furent actives de 1858 à 1945 environ.
De nombreux hommes qui se sont établis dans cette région étaient des déserteurs de la guerre civile. 
Le débarcadère de Nelson sur le fleuve du Colorado a été emporté il y a quelques années lors d'une crue éclair. Les visiteurs doivent être avertis et rester très vigilants sur les conditions pouvant mener à une inondation éclair.

## Dans la culture populaire
Nelson apparaît dans le jeu vidéo Fallout: New Vegas.